# Knjige u 1682.
◄◄ | ◄ | 1679. | 1680. | 1681. | 1682.  | 1683. | 1684. | 1685. | ► | ►►
Arhitektura • Astronomija • Biologija • Glazba • Kazalište • Kemija • Kiparstvo • Knjige • Književnost • Kršćanstvo • Medicina • Politika • Pravo • Promet • Slikarstvo • Znanost
Knjige u 1682.

## Hrvatska i u Hrvata
- Treće izdanje Vile Slovinke Jurja Barakovića. Tiskano je u Mletcima.

## Vanjske poveznice
|  | Zajednički poslužitelj ima još gradiva o temi Knjige iz 1682. |